# Mike Wallace
Myron Leon "Mike" Wallace (Boston, Massachusetts; 9 de mayo de 1918-New Canaan, Connecticut; 7 de abril de 2012) fue un periodista estadounidense. Desde el inicio del programa 60 Minutes de la cadena norteamericana CBS, en 1968, fue su corresponsal y presentador, en el que entrevistó a personalidades como Ayn Rand, Deng Xiaoping, Mohammad Reza Pahlevi, el Ayatolá Jomeini, Kurt Waldheim, Malcolm X, Jeffrey Wigand, Yasser Arafat, Menachem Begin, Anwar Sadat, Manuel Noriega, Carlos Menem, Vladímir Putin y Mahmoud Ahmadinejad. Se retiró como corresponsal regular hacia 2006, a los 88 años.

## Biografía
Mike Wallace, de familia judía-rusa, nació en el suburbio de Brookline en Boston, Massachusetts. Estudió en la Universidad de Míchigan, donde se graduó en 1939. 
Se unió a la Marina de los Estados Unidos en 1943 como oficial de comunicaciones durante la Segunda Guerra Mundial. Después de la guerra, regresó a Chicago.
Se ha casado cuatro veces; tuvo dos hijos y una hija. El mayor, Peter, murió cuando escalaba una montaña en 1962. El segundo, Chris, trabaja como moderador de Fox News Sunday, un programa de TV sindicalizado que se transmite por todas las afiliadas de la cadena Fox en Estados Unidos. Tuvo cuatro nietos y un bisnieto.

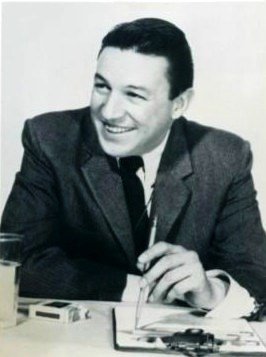
Mike Wallace en 1957.

## Trayectoria

### 1930s-1940s: Radio
Wallace apareció como invitado en el popular Programa de concursos radiofónico Information Please el 7 de febrero de 1939, cuando cursaba su último año en la Universidad de Míchigan. Pasó su primer verano después de graduarse trabajando en el Interlochen Center for the Arts. Su primer trabajo en la radio fue como locutor y redactor de continuidad para la radio WOOD en Grand Rapids, Míchigan. Esto duró hasta 1940, cuando se trasladó a WXYZ radio en Detroit (Míchigan) como locutor. A continuación, se convirtió en trabajador de radio autónomo en Chicago.
Wallace se alistó en la Marina de los Estados Unidos en 1943 y durante la Segunda Guerra Mundial sirvió como oficial de comunicaciones en el USS Anthedon, un buque nodriza de submarinos. No vio combate, pero viajó a Hawái, Australia y Subic Bay, en Filipinas, y luego patrulló el Mar de China Meridional, el Mar de Filipinas y el sur de Japón. Tras ser licenciado en 1946, Wallace regresó a Chicago.
Wallace anunció para los programas de radio Curtain Time, Ned Jordan: agente secreto, Sky King, The Green Hornet, Curtain Time, y The Spike Jones Show. A veces se dice que Wallace anunció para El Llanero Solitario, pero Wallace dijo que nunca lo había hecho. De 1946 a 1948, interpretó al personaje del título en The Crime Files of Flamond en WGN y en sindicación.
Wallace anunció la lucha libre en Chicago a finales de los años 40 y principios de los 50, patrocinada por la cerveza Tavern Pale.
A finales de la década de 1940, Wallace trabajó como locutor para la cadena de radio CBS. Mostró sus dotes cómicas cuando apareció junto a Spike Jones en rutinas de diálogo. También fue la voz de Elgin-American en los anuncios de la compañía en el programa de Groucho Marx You Bet Your Life. Como Myron Wallace, interpretó al detective neoyorquino Lou Kagel en la serie radiofónica de corta duración Crime on the Waterfront.
El primer trabajo de Mike fue como presentador de noticias y escritor para WOOD Radio en Grand Rapids, Míchigan. Allí estuvo hasta 1940 cuando se unió a WXYZ Radio en Detroit (Míchigan) como locutor. Después, se desempeñó como trabajador independiente para radio en Chicago, Illinois.
En el inicio de su carrera, presentó programas de acción para la radio como Ned Jordan, Secret Agent y The Green Hornet. A veces se menciona que presentó para The Lone Ranger, pero Wallace lo ha negado.
A finales de los años 1940, se convirtió en parte del equipo de locutores para la red de radio de la CBS. Tuvo pocas oportunidades para mostrar su lado cómico cuando apareció trabajando al lado del líder de orquesta Spike Jones en rutinas de diálogo.

### 1940s–1960s: Televisión
Durante los años 1950, Wallace condujo varios juegos de concursos como The Big Surprise, Who's the Boss? y Who Pays?, algo común para los periodistas en esos tiempos; Douglas Edwards, John Daly, John Cameron Swayze, y Walter Cronkite también lo hacían. Condujo el programa piloto para Nothing but the Truth, de Bud Collyer cuando salió al aire bajo el título de To Tell the Truth. Fue panelista ocasional de To Tell the Truth en los '50. También hizo comerciales para una variedad de productos.
En este periodo, fue conductor de dos programas nocturnos de entrevistas, Night Beat (transmitido en Nueva York solo por el canal WABD) y The Mike Wallace Interview en la cadena estadounidense ABC. Sus entrevistas eran tan duras (algo poco común en la televisión de aquellos tiempos) que su mote llegó a ser "Mike Malice" (Mike Malicia).
A principios de los años 1960, la principal fuente de ingresos de Wallace provenía de los comerciales que realizaba para la marca de cigarrillos Parliament. Después de la muerte de su hijo mayor, decidió regresar a las noticias, y se le ofreció la oportunidad de conducir una versión inicial de The CBS Morning News, desde 1963 hasta 1966.

### 1960s–2000s:60 Minutes

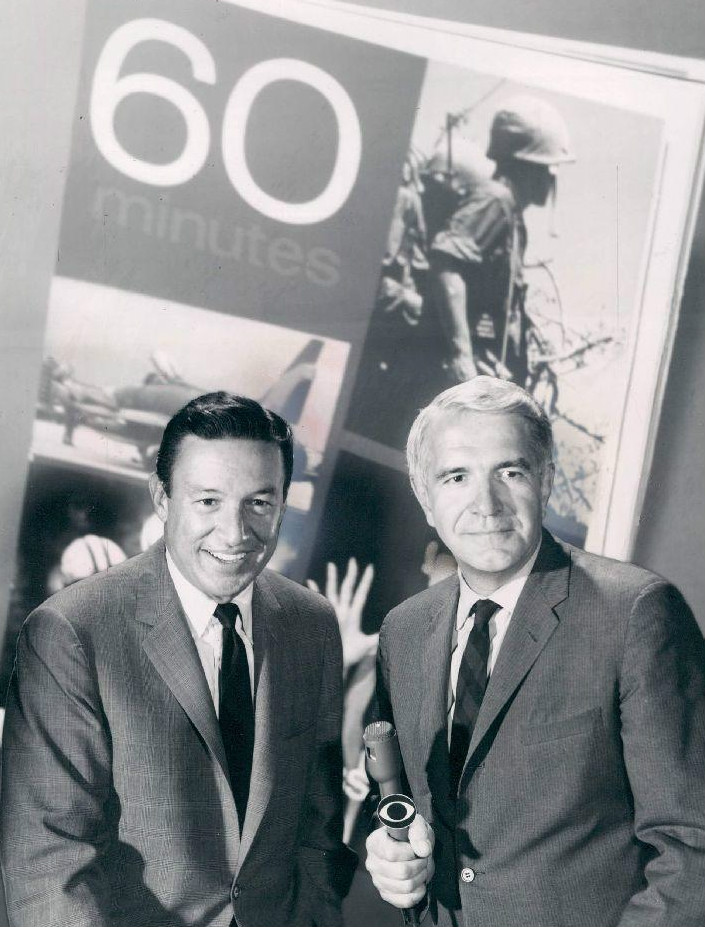
Wallace y Harry Reasoner en la premier de 60 Minutes 1968

Wallace entrevistando al Presidente Ronald Reagan en 1989

La carrera de Wallace como reportero principal de 60 Minutos provocó algunos roces con las personas entrevistadas y denuncias de mala conducta por parte de compañeras. Mientras entrevistaba a Louis Farrakhan, Wallace afirmó que Nigeria era el país más corrupto del mundo. Farrakhan respondió inmediatamente que los estadounidenses no estaban en posición moral de juzgar, declarando: "¿Ha lanzado Nigeria una bomba atómica que mató a gente en Hiroshima y Nagasaki? ¿Han matado a millones de Native Americans?". "¿Se le ocurre un país más corrupto?", preguntó Wallace. "Yo vivo en uno", respondió Farrakhan.
Wallace entrevistó al general William Westmoreland para el especial de la CBS El enemigo no contado: un engaño en Vietnam que se emitió el 23 de enero de 1982. Westmoreland demandó a Wallace y a la CBS por difamación. El juicio finalizó en febrero de 1985, cuando se llegó a un acuerdo extrajudicial justo antes de que el caso llegara a manos del jurado. Cada parte aceptó pagar sus propias costas y honorarios de abogado, y la CBS emitió una aclaración de su intención con respecto a la historia original.
En 1981, Wallace se vio obligado a disculparse por un insulto racial que había proferido contra negros e hispanos. Durante un descanso mientras preparaba un reportaje de 60 Minutos sobre un banco que había sido acusado de estafar a californianos con bajos ingresos, Wallace fue grabado bromeando: "¡Puedes apostar tu culo a que [los contratos son] difíciles de leer si los lees por encima de la sandía o los tacos!"
La atención volvió a centrarse en ese incidente varios años después, cuando se produjeron protestas después de que Wallace fuera seleccionado para pronunciar un discurso de graduación universitaria durante una ceremonia en la que Nelson Mandela recibió un doctorado honoris causa en ausencia por su lucha contra el racismo. En un principio, Wallace calificó la queja de los manifestantes de "absoluta estupidez". Sin embargo, posteriormente se disculpó por su comentario anterior y añadió que, cuando había sido estudiante décadas atrás en el mismo campus universitario, "aunque en realidad nunca me había causado ninguna dificultad seria aquí... Era muy consciente de mi condición de judío y detectaba rápidamente los desaires, reales o imaginarios.... Los judíos sentíamos una especie de parentesco [con los negros]", pero "Dios sabe que no íbamos en el mismo barco de esclavos. ".
La reputación de Wallace se ha visto afectada retrospectivamente por su admisión de que había acosado a compañeras de 60 Minutos durante muchos años. "En los años 70 y 80, el corresponsal de 60 Minutos Mike Wallace era conocido por poner la mano en la espalda de sus compañeras de CBS News y desabrochar los cierres de sus sujetadores. No era un secreto. Lo he hecho, dijo Wallace a la revista Rolling Stone en 1991." En 2018, las denuncias de conducta sexual inapropiada en 60 Minutos provocaron la dimisión del productor ejecutivo Jeff Fager, que había asumido el papel de productor ejecutivo tras la jubilación del creador del programa, Don Hewitt. Dimitió varios meses después de un reportaje publicado el 27 de julio por Ronan Farrow en The New Yorker. La historia de Farrow no solo acusaba a Fager de ignorar y permitir la mala conducta de varios productores masculinos de alto rango en 60 Minutes, sino que Farrow también citó a antiguos empleados que acusaron al propio Fager de mala conducta. 
El 14 de marzo de 2006, Wallace anunció su retirada de 60 Minutes tras 37 años en el programa. Continuó trabajando para CBS News como "Corresponsal Emérito", aunque a un ritmo reducido. En agosto de 2006, Wallace entrevistó al presidente iraní Mahmud Ahmadineyad.  La última entrevista de Wallace en la CBS fue con la estrella retirada del béisbol Roger Clemens en enero de 2008 en 60 Minutes.  La antes vigorosa salud de Wallace (Morley Safer lo describió en 2006 como "con la energía de un hombre de la mitad de su edad") empezó a fallar, y en junio de 2008 su hijo Chris dijo que su padre no volvería a la televisión.
Wallace expresó su pesar por no haber conseguido una entrevista con la primera dama Pat Nixon.
El 14 de marzo de 2006, anunció que se retiraba de 60 Minutos, luego de 37 años en el programa, y que continuaría en Noticias CBS como "Corresponsal Emeritus".

## Premios
Los reconocimientos a Wallace incluyen: 
- Premio Robert E. Sherwood;
- Premio por trayectoria distinguida de la Escuela de Periodismo de la Universidad del Sur de California;
- Premio de periodismo Robert F. Kennedy en la categoría de transmisión internacional;
- Premio Pulitzer de Historia como coautor con Edwin G. Burrows de Gotham: A History of New York City to 1898 (1999).
- 3 premios Alfred I. du Pont - Universidad de Columbia;
- 3 premios George Foster Peabody;
- 19 Premio Emmy y
- Emmy Honoriario, su vigésimo Emmy (septiembre de 2003).

## Críticas
Ha sido criticado por sus tácticas, entre las cuales se incluyen conducir entrevistas bajo circunstancias engañosas o de "emboscada" para apenar a su presa. 
Manuel Noriega, líder panameño encarcelado llamó a Wallace "El epítome del periodismo de sabotaje". Dan Rather lo llamó un "Estúpido de Míchigan" (Michigan Asshole) en Larry King Live.
Wallace fue interpretado por el actor Christopher Plummer en el filme de 1999, The Insider. El guion se basó en un artículo de 1996 publicado en la revista estadounidense Vanity Fair titulado El hombre que sabía demasiado, de Marie Brenner, el cual acusaba a Wallace de rendirse a las presiones corporativistas y eliminar una historia sobre Jeffrey Wigand, un informante que quería denunciar la actividad de las tabacaleras. Wallace no estuvo de acuerdo con su representación en la pantalla y sostiene que fue muy enérgico para que la historia de Wigand se transmitiera completa. 
La primera versión de esta historia había aparecido en The New York Times y fue difundida en diarios de Latinoamérica por Mario Vargas Llosa.
Wallace entrevistó al general estadounidense William Westmoreland para el especial de CBS The Uncounted Enemy; A Vietnam Deception. Westmoreland demandó a Wallace y a la CBS por difamación. En febrero de 1985, mientras el caso continuaba en la Corte, la CBS ofreció un programa de disculpa para arreglarse con Westmoreland, luego de que la investigación interna de la televisora determinó que los productores del programa no habían utilizado los estándares adecuados de justicia. Westmoreland aceptó la disculpa pública que conllevó la emisión como arreglo del caso.

## Depresión
Wallace sufrió de depresión impulsada por acusaciones de difamación y la subsecuente demanda que de ésta emergió. Ha sido tratado por psiquiatras y ha tomado diversos medicamentos para tratar su enfermedad. En su batalla contra la depresión, Wallace ha dicho que:

Al principio no podía dormir, después no podía comer. Me sentía desesperanzado y simplemente no podía lidiar con esto... Después, perdí todas las perspectivas sobre las cosas. Ya sabes, te vuelves loco. Antes, había hecho una historia para 60 Minutos sobre la depresión, pero no tenía idea de que yo la estaba experimentando. Al final, colapsé y me fui a la cama.

En un episodio de 60 Minutos del 21 de mayo de 2006, reveló que había intentado suicidarse con una sobredosis de píldoras. Wallace ha expresado su batalla contra la depresión, testificando para audiencias sobre el tema ante el Senado estadounidense. Ha sido entrevistado acerca de su enfermedad en el programa Larry King Live y para varios documentales. Al hablar del tema, ha solicitado a las personas que sufren depresión que busquen tratamiento.

## Curiosidades
- Siendo un estudiante en la Universidad de Míchigan, Mike Wallace apareció como panelista invitado en el popular programa de radio de preguntas "Information Please" el 7 de febrero de 1939. Todavía utilizaba el nombre de Myron Wallace y era descrito como "representante del espíritu de la juventud".
- Chris Wallace entrevistó a su padre en la edición del programa FOX News Sunday que se transmitió en Estados Unidos el 6 de noviembre de 2005.
- Apareció en un episodio de Padre de Familia que se transmitió en Estados Unidos el 20 de mayo de 2007.
- Es mencionado, junto a otros miembros de "60 minutos" y el propio programa, por Homer Simpson durante su locura por abstinencia televisiva en la historia "El resplandior" perteneciente al Especial de Halloween V de la sitcom estadounidense Los Simpson.